# Ribelli per caso
Ribelli per caso è un film del 2001 diretto da Vincenzo Terracciano.

## Trama
Adriano, un impiegato, è costretto al ricovero nel reparto di gastroenterologia di un ospedale di Napoli. Qui conosce alcuni degenti tenuti a stecchetto, come lui, dall'insopportabile dottor Sorvino, primario del reparto. Accomunati dal desiderio di ritornare a fare una mangiata "come si deve" e allo stesso tempo di fare uno sgarro al loro meschino medico, i degenti decidono così di organizzare una sontuosa cena per mangiare a più non posso. Così, un sabato sera, si procurano vettovaglie di ogni genere e si rinchiudono nella stanza 104 del reparto, dando inizio alla sospirata abbuffata. Ma una volta scoperto il loro gesto, medici, infermieri e parenti prima, la polizia poi, stringono d'assedio la stanza, cercando in tutti i modi di farli uscire, temendo per la loro salute. I degenti però, capeggiati dall'intrepido Adriano, in barba a tutti quanti non ne vogliono sapere di lasciare a metà il loro banchetto.

## Accoglienza

### Critica
Per il sito web MYmovies.it, che assegna al film tre stelle su cinque di giudizio, «il cibo fa da catalizzatore a una vivace commedia sociale in cui le intenzioni ideologiche sono al servizio della situazione e dei personaggi»; sulla stessa lunghezza d'onda il critico Pino Farinotti il quale gli assegna un identico giudizio, poiché «l'idea di leggere il cibo come occasione di rivolta individuale contro la malasanità è sicuramente originale».